# Логудоро

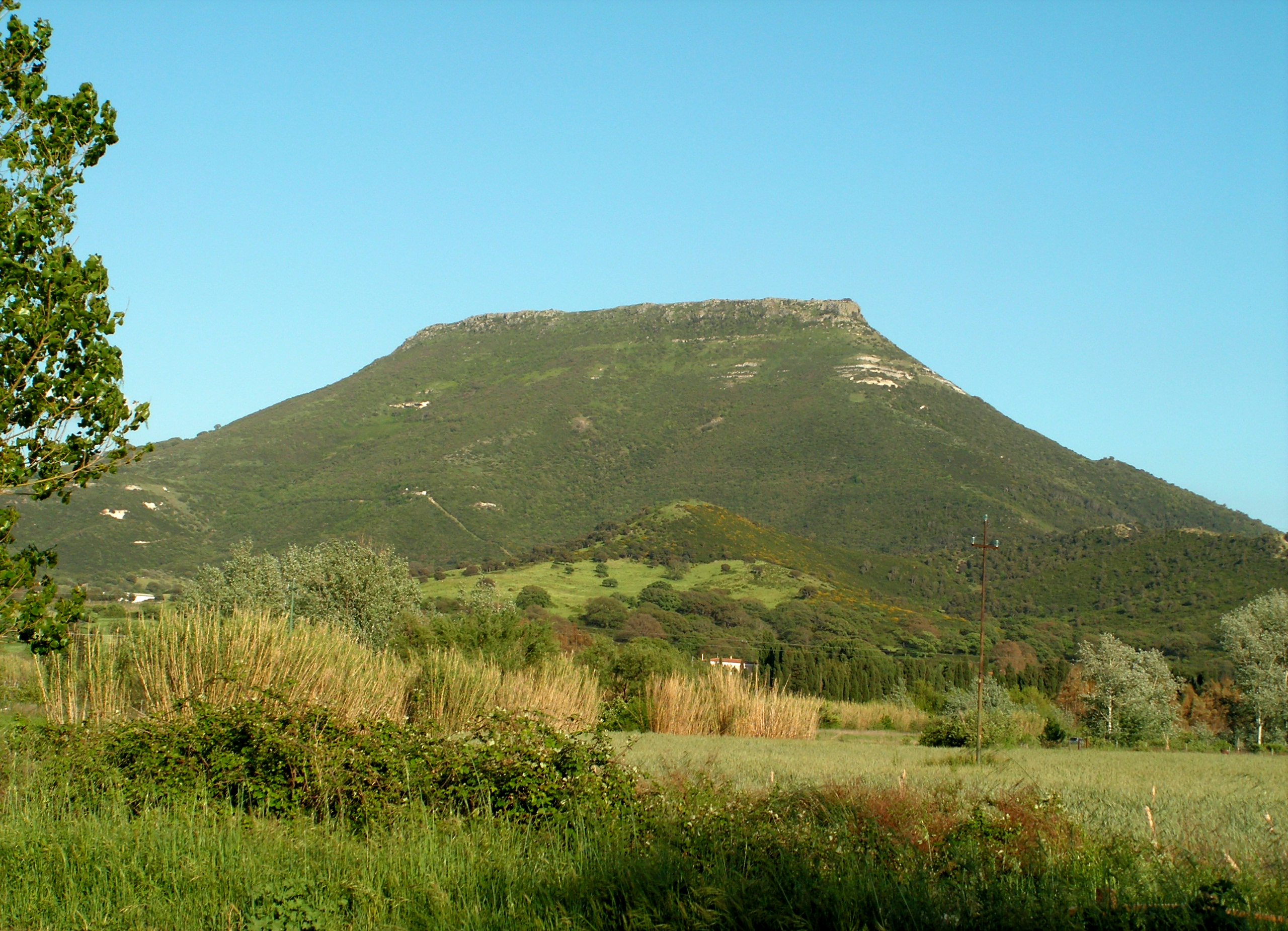
Типичный для Логудоро пейзаж, столовая гора Монте-Санто

Средневековые княжества Сардинии

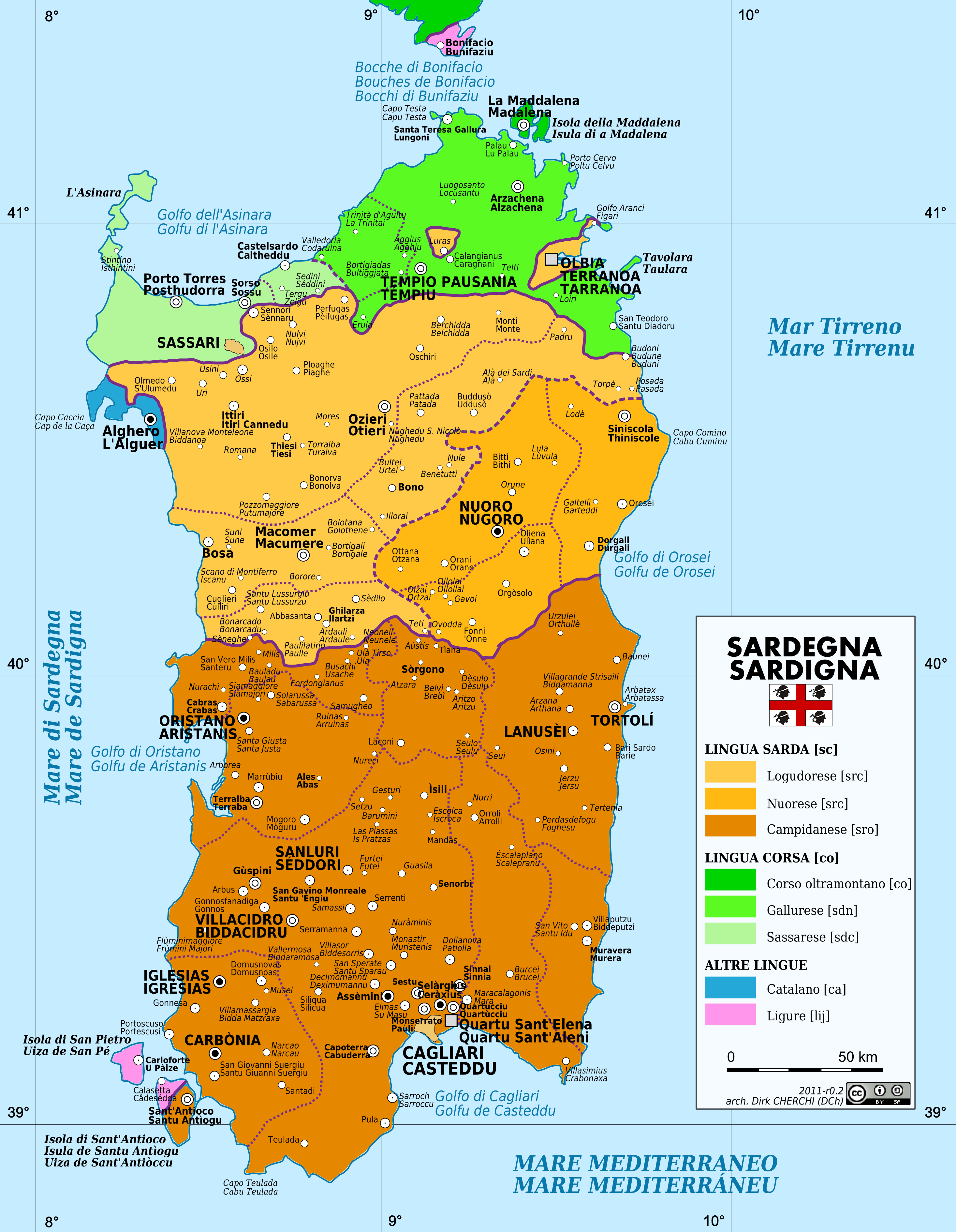
Языковая карта Сардинии. Зоны распространения логудорского диалекта и его нуорского субдиалекта отмечены жёлтым цветом

Логудоро (итал. и сард. Logudoro) — большая по площади историческая область на острове Сардиния (Италия). Её название переводится как «золотой дворец». Ныне этот регион прежде всего связывается с логудорским диалектом, распространённым на большой территории северной и центральной Сардинии.
Впервые эта область под названием Логудоро упоминается в документе 1064 года, подписанном именем Баризоне I Торресского, который занимался вопросом основании монастыря в своих владениях (in renno, quo dicitur ore). Предположительно, нынешнее название области произошло от видоизменённого альтернативного названия его княжества Логу-де-Торрес.
В Средние века Логудоро являлась ядром одноимённого юдиката, одного из четырёх княжеств, на которые была поделена тогда Сардиния. Первой столицей этого образования была Ардара, позже в этом качестве её сменил Сассари. Сохранилось множество романских базилик того периода. После завоевания юдиката арагонцами Логудоро стала приходить в упадок, а после переноса резиденции наместника в Кальяри область и вовсе стала периферийной. Позднее, во времена правления савойской династии (Сардинское королевство), Логудоро стала служить приютом бандам разбойников, выступавших против власти.
Логудоро, облик которого состоит преимущественно из мягких вулканических ландшафтов, является самым плодородным районом острова. По этой причине область была заселена с ранних доисторических времен, о чём свидетельствует наличие на её территории множества нурагов. Во времена римского владычества она была одним из главных поставщиков зерна для империи и служила местом расположения нескольких легионов, охранявших регион от не романизированного населения внутренних районов Сардинии.
В начале XX века строительство автомобильных и железных дорог поспособствовало экономическому развитию региона, но в то же время пагубно повлиял на его исторический ландшафт, который уже серьёзно пострадал от вырубки лесов в середине XIX века. Демографическая ситуация и снижение конкурентоспособности местного производства зерна на итальянском рынке вынудили множество жителей Логудоро мигрировать в 1950-х годах: сначала в главные города Сардинии, а затем и в северную часть материковой Италии.